# 約翰文書
約翰文書（英語：Johannine works），指新約聖經中的《約翰福音》，三篇約翰書信（約翰一書、約翰二書、約翰三書）以及《啟示錄》的總稱。這些文書的作者都被稱為約翰，但是對於約翰的真實身份，從西元2世紀起至今，引起學者與信仰者之間的許多爭辯。約翰文書著作權（英語：authorship of the Johannine works）主要的爭議在於誰是這些文書的作者，以及，這些文書是否是同一個作者所寫。
傳統上認為，這些著作都是由使徒約翰所創作。西元6世紀時，吉拉修文告集認為約翰二書與約翰三書是由一位約翰長老所做。現代學者根據歷史批判（historical criticism）與文學批判（literary criticism）的方法，多數皆不認為這些著作是由使徒約翰所寫成。